# Liga de Campeones de la CAF 2020-21
La Liga de Campeones de la CAF 2020-21, llamada Total CAF Champions League 2020-21 por razones de patrocinio; fue la 57.ª edición del torneo de Fútbol a nivel de clubes más importante de África organizado por la Confederación Africana de Fútbol y la 25.ª edición bajo el formato de Liga de Campeones de la CAF.
El ganador de esta competición enfrentó al campeón de la Copa Confederación de la CAF 2020-21 en la Supercopa de la CAF 2021 de diciembre y clasificó al Mundial de Clubes 2021.

## Participantes
Participaron 54 equipos de 42 federaciones que cumplieron con la licencia exigida, los equipos que aparecen en negrita avanzaron directamente a la primera ronda.
| Asociaciones que mandan dos equipos (Puestos 1–12) | Asociaciones que mandan dos equipos (Puestos 1–12) | Asociaciones que mandan dos equipos (Puestos 1–12)                                                  |
| Asociación                                         | Equipo                                             | Método de Clasificación                                                                             |
| -------------------------------------------------- | -------------------------------------------------- | --------------------------------------------------------------------------------------------------- |
| Marruecos (1º) - 190 pts.                          | Raja Casablanca                                    | Campeón de la Botola 2019-20                                                                        |
| Marruecos (1º) - 190 pts.                          | Wydad Casablanca                                   | 2.º de la Botola 2019-20                                                                            |
| Egipto (2º) - 167 pts.                             | Al-Ahly                                            | Campeón defensor (Liga de Campeones de la CAF 2019-20) Campeón de la Liga Premier de Egipto 2019-20 |
| Egipto (2º) - 167 pts.                             | Zamalek SC                                         | 2.º de la Liga Premier de Egipto 2019-20                                                            |
| Túnez (3º) - 140 pts.                              | Espérance de Tunis                                 | Campeón de la Liga Profesional de Túnez 2019-20                                                     |
| Túnez (3º) - 140 pts.                              | CS Sfaxien                                         | 2.º de la Liga Profesional de Túnez 2019-20                                                         |
| República Democrática del Congo (4º) - 83 pts.     | TP Mazembe                                         | Campeón de Linafoot 2019-20                                                                         |
| República Democrática del Congo (4º) - 83 pts.     | AS Vita Club                                       | 2.º de Linafoot 2019-20                                                                             |
| Argelia (5º) - 81 pts.                             | CR Belouizdad                                      | Campeón del Campeonato Nacional de Argelia 2019-20                                                  |
| Argelia (5º) - 81 pts.                             | MC Alger                                           | 2.º del Campeonato Nacional de Argelia 2019-20                                                      |
| Sudáfrica (6º) - 68.5 pts.                         | Mamelodi Sundowns                                  | Campeón de la Premier Soccer League 2019-20                                                         |
| Sudáfrica (6º) - 68.5 pts.                         | Kaizer Chiefs                                      | 2.º de la Premier Soccer League 2019-20                                                             |
| Zambia (7º) - 43 pts.                              | Nkana FC                                           | Campeón de la Primera División de Zambia 2019-20                                                    |
| Zambia (7º) - 43 pts.                              | Forest Rangers                                     | 2.º de la Primera División de Zambia 2019-20                                                        |
| Nigeria (8º) - 39 pts.                             | Plateau United FC                                  | Campeón de la Liga Premier de Nigeria 2019-20                                                       |
| Nigeria (8º) - 39 pts.                             | Enyimba International                              | 2.º de la Liga Premier de Nigeria 2019-20                                                           |
| Guinea (9º) - 38 pts.                              | Horoya AC                                          | Campeón del Campeonato Nacional de Guinea 2019-20                                                   |
| Guinea (9º) - 38 pts.                              | Ashanti Golden Boys                                | 4.º del Campeonato Nacional de Guinea 2019-20                                                       |
| Angola (10º) - 36 pts.                             | Atlético Petróleos                                 | Campeón de la Girabola 2019-20                                                                      |
| Angola (10º) - 36 pts.                             | Primeira de Agosto                                 | 2.º de la Girabola 2019-20                                                                          |
| Sudán (11º) - 29.5 pts.                            | Al-Merreikh Omdurmán                               | Campeón de la Primera División de Sudán 2019-20                                                     |
| Sudán (11º) - 29.5 pts.                            | Al-Hilal Omdurmán                                  | 2.º de la Primera División de Sudán 2019-20                                                         |
| Libia (12º) - 16.5 pts.                            | Al-Nasr Benghazi                                   | Campeón de la Liga Premier de Libia 2017-18                                                         |
| Libia (12º) - 16.5 pts.                            | Al-Ahly Benghazi                                   | 2.º de la Liga Premier de Libia 2017-18                                                             |
| Asociaciones que manda un equipo                   |                                                    | |
| Asociación                                         | Equipo                                             | Método de Clasificación                                                                             |
| Tanzania (13º) - 14 pts.                           | Simba SC                                           | Campeón de la Liga tanzana de fútbol 2019-20                                                        |
| Costa de Marfil (14º) - 13.5 pts.                  | Racing Club Abidjan                                | Campeón de la Primera División de Costa de Marfil 2019-20                                           |
| Kenia (E-15º) - 11 pts.                            | Gor Mahia                                          | Campeón de la Liga Keniana de Fútbol 2019-20                                                        |
| Zimbabue (E.15º) - 11 pts.                         | FC Platinum                                        | Campeón de la Liga Premier de Zimbabue 2019                                                         |
| Mozambique (17º) - 9 pts.                          | Costa do Sol                                       | Campeón de Moçambola 2019                                                                           |
| República del Congo (E-18º) - 8 pts.               | AS Otôho                                           | Campeón de la Primera División del Congo 2019-20                                                    |
| Uganda (E-18º) - 8 pts.                            | Vipers SC                                          | Campeón de la Liga Premier de Uganda 2019-20                                                        |
| Ghana (E-20º) - 6.5 pts.                           | Asante Kotoko FC                                   | Campeón de la Liga de fútbol de Ghana 2019-20                                                       |
| Mali (E-20º) - 6.5 pts.                            | Stade Malien                                       | Campeón de la Primera División de Malí 2019-20                                                      |
| Ruanda (22º) - 6 pts.                              | APR FC                                             | Campeón de la Primera División de Ruanda 2019-20                                                    |
| Suazilandia (23º) - 5 pts.                         | Young Buffaloes                                    | Campeón de la Premier League de Suazilandia 2019-20                                                 |
| Etiopía (24º) - 4 pts.                             | Mekell 70 Enderta                                  | Campeón de la Liga etíope de fútbol 2019-20                                                         |
| Botsuana (E-25º) - 3 pts.                          | Jwaneng Galaxy                                     | Campeón de la Liga Premier de Botsuana 2019-20                                                      |
| Togo (E-25º) - 3 pts.                              | ASKO Kara                                          | Campeón del Campeonato Nacional de Togo 2019-20                                                     |
| Benín (E-27º) - 2.5 pts.                           | Buffles Borgou FC                                  | Campeón de la Premier League de Benín 2019-20                                                       |
| Mauritania (E-27º )- 2.5 pts.                      | FC Nouadhibou                                      | Campeón de la Ligue 1 Mauritania 2019-20                                                            |
| Burkina Faso (E-29º) - 2 pts.                      | Rahimo FC                                          | 3.º de la Primera División de Burkina Faso 2019-20                                                  |
| Camerún (E-29º) - 2 pts.                           | PWD Bamenda                                        | Campeón de la Primera División de Camerún 2019-20                                                   |
| Gabón (31.º) - 1 pt.                               | Bouenguidi Sport                                   | Campeón de la Primera División de Gabón 2019-20                                                     |
| Burundi                                            | Le Messager FC                                     | Campeón de la Primera División de Burundi 2019-20                                                   |
| Chad                                               | Gazelle FC                                         | Campeón de la Primera División de Chad 2020                                                         |
| Comoras                                            | US Zilimadjou                                      | Campeón de la Primera División de las Comoras 2020                                                  |
| Yibuti                                             | GR/SIAF                                            | Campeón de la Primera División de Yibuti 2019-20                                                    |
| Guinea Ecuatorial                                  | Akonangui FC                                       | Campeón de la Primera División de Guinea Ecuatorial 2019-20                                         |
| Gambia                                             | Armed Forces                                       | Subcampeón de la Liga de fútbol de Gambia 2019-20                                                   |
| Lesoto                                             | Bantu FC                                           | Campeón de la Primera División de Lesoto 2019-20                                                    |
| Níger                                              | AS SONIDEP                                         | 3.º de la Primera División de Níger 2019-20                                                         |
| Senegal                                            | Teungueth FC                                       | Campeón de la Liga senegalesa de fútbol 2019-20                                                     |
| Somalia                                            | Mogadishu City                                     | Campeón de la Primera División de Somalia 2020                                                      |
| Zanzíbar                                           | Mlandege FC                                        | Campeón de la Primera División de Zanzíbar 2019-20                                                  |

### Asociaciones que no mandaron equipo
| - Cabo Verde - República Centroafricana - Eritrea - Guinea-Bisáu - Liberia | - Madagascar - Malaui - Mauricio - Namibia - Reunión | - Santo Tomé y Príncipe - Seychelles - Sierra Leona - Sudán del Sur |

## Calendario
El inicio de la competencia se retrasó debido a la pandemia de COVID-19. El 1 de septiembre de 2020, la CAF anunció el nuevo calendario.
El 10 de septiembre de 2020, la CAF decidió retrasar aún más las dos primeras rondas de la competición.
El calendario de la competición es el siguiente.
| Fase              | Ronda            | Fecha de sorteo        | Partido de ida             | Partido de vuelta        |
| ----------------- | ---------------- | ---------------------- | -------------------------- | ------------------------ |
| Clasificatoria    | Ronda Preliminar | 9 de noviembre de 2020 | 27-29 de noviembre de 2020 | 4-6 de diciembre de 2020 |
| Clasificatoria    | 1.ª Ronda        | 9 de noviembre de 2020 | 22-23 de diciembre de 2020 | 5-6 de enero de 2021     |
| Fase de grupos    | Fecha 1          | 8 de enero de 2021     | 12-13 de febrero de 2021   | 12-13 de febrero de 2021 |
| Fase de grupos    | Fecha 2          | 8 de enero de 2021     | 23-24 de febrero de 2021   | 23-24 de febrero de 2021 |
| Fase de grupos    | Fecha 3          | 8 de enero de 2021     | 5-6 de marzo de 2021       | 5-6 de marzo de 2021     |
| Fase de grupos    | Fecha 4          | 8 de enero de 2021     | 16-17 de marzo de 2021     | 16-17 de marzo de 2021   |
| Fase de grupos    | Fecha 5          | 8 de enero de 2021     | 2-4 de abril de 2021       | 2-4 de abril de 2021     |
| Fase de grupos    | Fecha 6          | 8 de enero de 2021     | 9-11 de abril de 2021      | 9-11 de abril de 2021    |
| Fase Eliminatoria | Cuartos de final | 30 de abril de 2021    | 14-16 de mayo de 2021      | 21-23 de mayo de 2021    |
| Fase Eliminatoria | Semifinales      | 30 de abril de 2021    | 18-19 de junio de 2021     | 25-27 de junio de 2021   |
| Fase Eliminatoria | Final            | 30 de abril de 2021    | 17 de julio de 2021        | 17 de julio de 2021      |

## Fase de clasificación

### Ronda preliminar
}}
}}
}}
}}
}}
}}
}}
}}
}}
}}
}}
}}
}}
}}
}}
}}
}}
}}
}}
}}
}}
}}
| Equipo 1            | Agr.     | Equipo 2           | Ida | Vuelta |
| ------------------- | -------- | ------------------ | --- | ------ |
| Ashanti Golden Boys | 1–4      | Stade Malien       | 1–2 | 0–2    |
| Armed Forces        | 1–3      | Teungueth          | 1–1 | 0–2    |
| Racing Club Abidjan | 2–2 (v.) | ASKO Kara          | 1–0 | 1–2    |
| AS SONIDEP          | 4–0      | Mogadishu City     | 2–0 | 2–0    |
| Al-Ahly Benghazi    | w/o      | Mekelle 70 Enderta | –   | –      |
| Gazelle             | w/o      | GR/SIAF            | 3–0 | –      |
| Forest Rangers      | 0–2      | Bouenguidi Sport   | 0–0 | 0–2    |
| Jwaneng Galaxy      | 5–1      | US Zilimadjou      | 4–0 | 1–1    |
| Young Buffaloes     | 1–1 (v.) | Le Messager        | 0–0 | 1–1    |
| PWD Bamenda         | 0–1      | Kaizer Chiefs      | 0–1 | 0–0    |
| AS Otôho            | 1–3      | Al-Merreikh        | 1–1 | 0–2    |
| Rahimo              | 1–2      | Enyimba            | 0–1 | 1–1    |
| FC Nouadhibou       | 1–3      | Asante Kotoko      | 1–1 | 0–2    |
| Vipers              | 0–2      | Al-Hilal           | 0–1 | 0–1    |
| Buffles du Borgou   | 2–6      | MC Alger           | 1–1 | 1–5    |
| Mlandege            | 1–8      | CS Sfaxien         | 0–5 | 1–3    |
| Bantu               | 0–1      | Nkana              | 0–1 | 0–0    |
| Akonangui           | 2–3      | Petro de Luanda    | 0–1 | 2–2    |
| Costa do Sol        | 1–4      | FC Platinum        | 1–2 | 0–2    |
| Plateau United      | 0–1      | Simba              | 0–1 | 0–0    |
| CR Belouizdad       | 4–0      | Al-Nasr            | 2–0 | 2–0    |
| APR                 | 3–4      | Gor Mahia          | 2–1 | 1–3    |

### Primera ronda
}}
}}
}}
}}
}}
}}
}}
}}
}}
}}
}}
}}}
}}
}}
}}
}}
| Equipo 1            | Agr.         | Equipo 2           | Ida | Vuelta |
| ------------------- | ------------ | ------------------ | --- | ------ |
| Stade Malien        | 1–3          | Wydad Casablanca   | 1–0 | 0–3    |
| Teungueth           | 0–0 (3–1 p.) | Raja Casablanca    | 0–0 | 0–0    |
| Racing Club Abidjan | 1–2          | Horoya             | 1–1 | 0–1    |
| AS SONIDEP          | 0–5          | Al-Ahly            | 0–1 | 0–4    |
| Al-Ahly Benghazi    | 2–3          | Espérance de Tunis | 0–0 | 2–3    |
| Gazelle             | w/o          | Zamalek            | —   | —      |
| Bouenguidi Sport    | 2–4          | TP Mazembe         | 1–2 | 1–2    |
| Jwaneng Galaxy      | 1–5          | Mamelodi Sundowns  | 0–2 | 1–3    |
| Young Buffaloes     | 3–6          | AS Vita Club       | 2–2 | 1–4    |
| Kaizer Chiefs       | 1–0          | 1.° de Agosto      | 0–0 | 1–0    |
| Al-Merreikh         | 4–2          | Enyimba            | 3–0 | 1–2    |
| Asante Kotoko       | w/o          | Al-Hilal           | 0–1 | —      |
| MC Alger            | 2–1          | CS Sfaxien         | 2–0 | 0–1    |
| Nkana               | 1–2          | Petro de Luanda    | 1–1 | 0–1    |
| Platinum            | 1–4          | Simba              | 1–0 | 0–4    |
| CR Belouizdad       | 8–1          | Gor Mahia          | 6–0 | 2–1    |

1. ↑  Gazelle no se presentó para el partido de ida en El Cairo luego de disputas entre el Ministerio de Juventud y Deportes del país y la Federación Chadiana de Fútbol, lo que impidió que el club viajara a Egipto. Como resultado, Gazelle fue descalificado de la competencia por la Confederación Africana de Fútbol.[4]

## Sorteo
El sorteo de la fase de grupos se celebró el 8 de enero de 2021 a las 12:00 GMT (14:00 hora local, UTC+2), en la sede de la CAF en El Cairo, Egipto.
| Bombo   | Bombo 1                                                                                              | Bombo 2                                                                                   | Bombo 3                                                                              | Bombo 4                                                                                   |
| ------- | --- | ----------------------------------------------------------------------------------------- | ------------------------------------------------------------------------------------ | ----------------------------------------------------------------------------------------- |
| Equipos | - Al-AhlyCV (69 pts) - Wydad Casablanca (65 pts) - Espérance de Tunis (63 pts) - TP Mazembe (63 pts) | - Zamalek (54 pts) - Mamelodi Sundowns (49 pts) - Horoya (38 pts) - AS Vita Club (23 pts) | - Al-Hilal (21.5 pts) - Petro de Luanda (12 pts) - Simba (12 pts) - MC Alger (7 pts) | - Al-Merreikh (4 pts) - CR Belouizdad (0 pts) - Teungueth (0 pts) - Kaizer Chiefs (0 pts) |

## Fase de grupos
Los equipos se clasificaron de acuerdo con puntos (3 puntos por una victoria, 1 punto por un empate, 0 puntos por una derrota). Si estaban empatado en puntos, los criterios de desempate se aplicaron en el siguiente orden (Regulaciones III. 20 y 21):
1. Puntos en partidos cara a cara entre equipos empatados;
2. Diferencia de goles en partidos cara a cara entre equipos empatados;
3. Goles anotados en partidos cara a cara entre equipos empatados;
4. Goles de visitante anotados en partidos cara a cara entre equipos empatados;
5. Si más de dos equipos están empatados, y después de aplicar todos los criterios en partidos cara a cara anteriores, un subconjunto de equipos todavía está empatado, todos los criterios en partidos cara a cara anteriores se vuelven a aplicar exclusivamente a este subconjunto de equipos;
6. Diferencia de goles en todos los partidos de grupo;
7. Goles anotados en todos los partidos del grupo;
8. Goles de visitante marcados en todos los partidos de grupo;
9. Sorteo.

### Grupo A
| Pos. | Equipo      | Pts. | PJ | G | E | P | GF | GC | Dif. | Clasificación    |     | SIM | AHL | AVC | MER |
| ---- | ----------- | ---- | -- | - | - | - | -- | -- | ---- | ---------------- | --- | --- | --- | --- | --- |
| 1    | Simba       | 13   | 6  | 4 | 1 | 1 | 9  | 2  | +7   | Cuartos de final |     | —   | 1–0 | 4–1 | 3–0 |
| 2    | Al-Ahly     | 11   | 6  | 3 | 2 | 1 | 11 | 5  | +6   | Cuartos de final |     | 1–0 | —   | 2–2 | 3–0 |
| 3    | Vita Club   | 7    | 6  | 2 | 1 | 3 | 10 | 12 | −2   |                  |     | 0–1 | 0–3 | —   | 3–1 |
| 4    | Al-Merreikh | 2    | 6  | 0 | 2 | 4 | 4  | 15 | −11  |                  | 0–0 | 2–2 | 1–4 | —   |     |

 Fuente: CAF
| \| Fecha \| Estadio (Ciudad) \| Local \| Resultado \| Visitante \| \| --------------------- \| -------------------------------------- \| ------------ \| --------- \| ------------ \| \| 12 de febrero de 2021 \| Estadio de los Mártires (Kinsasa) \| AS Vita Club \| 0 – 1 \| Simba \| \| 16 de febrero de 2021 \| Internacional (El Cairo) \| Al-Ahly \| 3 – 0 \| Al-Merreikh \| \| 23 de febrero de 2021 \| Nacional Benjamin Mkapa (Dar es-Salam) \| Simba \| 1 – 0 \| Al-Ahly \| \| 23 de febrero de 2021 \| Al-Hilal (Omdurmán) \| Al-Merreikh \| 1 – 4 \| AS Vita Club \| \| 6 de marzo de 2021 \| Al-Hilal (Omdurmán) \| Al-Merreikh \| 0 – 0 \| Simba \| \| 6 de marzo de 2021 \| Internacional (El Cairo) \| Al-Ahly \| 2 – 2 \| AS Vita Club \| \| 16 de marzo de 2021 \| Nacional Benjamin Mkapa (Dar es-Salam) \| Simba \| 3 – 0 \| Al-Merreikh \| \| 16 de marzo de 2021 \| Estadio de los Mártires (Kinsasa) \| AS Vita Club \| 0 – 3 \| Al-Ahly \| \| 3 de abril de 2021 \| Nacional Benjamin Mkapa (Dar es-Salam) \| Simba \| 4 – 1 \| AS Vita Club \| \| 3 de abril de 2021 \| Al-Hilal (Omdurmán) \| Al-Merreikh \| 2 – 2 \| Al-Ahly \| \| 9 de abril de 2021 \| Al-Salam (El Cairo) \| Al-Ahly \| 1 – 0 \| Simba \| \| 9 de abril de 2021 \| Estadio de los Mártires (Kinsasa) \| AS Vita Club \| 3 – 1 \| Al-Merreikh \| |                                        |              |           |              |
| Fecha | Estadio (Ciudad)                       | Local        | Resultado | Visitante    |
| 12 de febrero de 2021 | Estadio de los Mártires (Kinsasa)      | AS Vita Club | 0 – 1     | Simba        |
| 16 de febrero de 2021 | Internacional (El Cairo)               | Al-Ahly      | 3 – 0     | Al-Merreikh  |
| 23 de febrero de 2021 | Nacional Benjamin Mkapa (Dar es-Salam) | Simba        | 1 – 0     | Al-Ahly      |
| 23 de febrero de 2021 | Al-Hilal (Omdurmán)                    | Al-Merreikh  | 1 – 4     | AS Vita Club |
| 6 de marzo de 2021 | Al-Hilal (Omdurmán)                    | Al-Merreikh  | 0 – 0     | Simba        |
| 6 de marzo de 2021 | Internacional (El Cairo)               | Al-Ahly      | 2 – 2     | AS Vita Club |
| 16 de marzo de 2021 | Nacional Benjamin Mkapa (Dar es-Salam) | Simba        | 3 – 0     | Al-Merreikh  |
| 16 de marzo de 2021 | Estadio de los Mártires (Kinsasa)      | AS Vita Club | 0 – 3     | Al-Ahly      |
| 3 de abril de 2021 | Nacional Benjamin Mkapa (Dar es-Salam) | Simba        | 4 – 1     | AS Vita Club |
| 3 de abril de 2021 | Al-Hilal (Omdurmán)                    | Al-Merreikh  | 2 – 2     | Al-Ahly      |
| 9 de abril de 2021 | Al-Salam (El Cairo)                    | Al-Ahly      | 1 – 0     | Simba        |
| 9 de abril de 2021 | Estadio de los Mártires (Kinsasa)      | AS Vita Club | 3 – 1     | Al-Merreikh  |

### Grupo B
| Pos. | Equipo            | Pts. | PJ | G | E | P | GF | GC | Dif. | Clasificación    |     | MMS | CRB | MAZ | ALH |
| ---- | ----------------- | ---- | -- | - | - | - | -- | -- | ---- | ---------------- | --- | --- | --- | --- | --- |
| 1    | Mamelodi Sundowns | 13   | 6  | 4 | 1 | 1 | 10 | 4  | +6   | Cuartos de final |     | —   | 0–2 | 1–0 | 2–0 |
| 2    | CR Belouizdad     | 9    | 6  | 2 | 3 | 1 | 6  | 6  | 0    | Cuartos de final |     | 1–5 | —   | 2–0 | 1–1 |
| 3    | TP Mazembe        | 5    | 6  | 1 | 2 | 3 | 3  | 6  | −3   |                  |     | 1–2 | 0–0 | —   | 2–1 |
| 4    | Al-Hilal          | 4    | 6  | 0 | 4 | 2 | 2  | 5  | −3   |                  | 0–0 | 0–0 | 0–0 | —   |     |

 Fuente: CAF
| \| Fecha \| Estadio (Ciudad) \| Local \| Resultado \| Visitante \| \| --------------------------- \| ------------------------------------------------ \| ----------------- \| --------- \| ----------------- \| \| 13 de febrero de 2021 \| Stade TP Mazembe (Lubumbashi) \| TP Mazembe \| 0 – 0 \| CR Belouizdad \| \| 13 de febrero de 2021 \| Loftus Versfeld (Pretoria) \| Mamelodi Sundowns \| 2 – 0 \| Al-Hilal \| \| 24 de febrero de 2021 \| Estadio Al-Hilal (Omdurmán) \| Al-Hilal \| 0 – 0 \| TP Mazembe \| \| 28 de febrero de 2021[n. 1] \| Nacional Benjamin Mkapa (Dar es-Salam, Tanzania) \| CR Belouizdad \| 1 – 5 \| Mamelodi Sundowns \| \| 5 de marzo de 2021 \| Estadio 5 de julio de 1962 (Argel) \| CR Belouizdad \| 1 – 1 \| Al-Hilal \| \| 6 de marzo de 2021 \| Stade TP Mazembe (Lubumbashi) \| TP Mazembe \| 1 – 2 \| Mamelodi Sundowns \| \| 16 de marzo de 2021 \| Estadio Al-Hilal (Omdurmán) \| Al-Hilal \| 0 – 0 \| CR Belouizdad \| \| 16 de marzo de 2021 \| Loftus Versfeld (Pretoria) \| Mamelodi Sundowns \| 1 – 0 \| TP Mazembe \| \| 2 de abril de 2021 \| Estadio Al-Hilal (Omdurmán) \| Al-Hilal \| 0 – 0 \| Mamelodi Sundowns \| \| 2 de abril de 2021 \| Estadio 5 de julio de 1962 (Argel) \| CR Belouizdad \| 2 – 0 \| TP Mazembe \| \| 9 de abril de 2021 \| Stade TP Mazembe (Lubumbashi) \| TP Mazembe \| 2 – 1 \| Al-Hilal \| \| 9 de abril de 2021 \| Loftus Versfeld (Pretoria) \| Mamelodi Sundowns \| 0 – 2 \| CR Belouizdad \| |                                                  |                   |           |                   |
| Fecha | Estadio (Ciudad)                                 | Local             | Resultado | Visitante         |
| 13 de febrero de 2021 | Stade TP Mazembe (Lubumbashi)                    | TP Mazembe        | 0 – 0     | CR Belouizdad     |
| 13 de febrero de 2021 | Loftus Versfeld (Pretoria)                       | Mamelodi Sundowns | 2 – 0     | Al-Hilal          |
| 24 de febrero de 2021 | Estadio Al-Hilal (Omdurmán)                      | Al-Hilal          | 0 – 0     | TP Mazembe        |
| 28 de febrero de 2021 | Nacional Benjamin Mkapa (Dar es-Salam, Tanzania) | CR Belouizdad     | 1 – 5     | Mamelodi Sundowns |
| 5 de marzo de 2021 | Estadio 5 de julio de 1962 (Argel)               | CR Belouizdad     | 1 – 1     | Al-Hilal          |
| 6 de marzo de 2021 | Stade TP Mazembe (Lubumbashi)                    | TP Mazembe        | 1 – 2     | Mamelodi Sundowns |
| 16 de marzo de 2021 | Estadio Al-Hilal (Omdurmán)                      | Al-Hilal          | 0 – 0     | CR Belouizdad     |
| 16 de marzo de 2021 | Loftus Versfeld (Pretoria)                       | Mamelodi Sundowns | 1 – 0     | TP Mazembe        |
| 2 de abril de 2021 | Estadio Al-Hilal (Omdurmán)                      | Al-Hilal          | 0 – 0     | Mamelodi Sundowns |
| 2 de abril de 2021 | Estadio 5 de julio de 1962 (Argel)               | CR Belouizdad     | 2 – 0     | TP Mazembe        |
| 9 de abril de 2021 | Stade TP Mazembe (Lubumbashi)                    | TP Mazembe        | 2 – 1     | Al-Hilal          |
| 9 de abril de 2021 | Loftus Versfeld (Pretoria)                       | Mamelodi Sundowns | 0 – 2     | CR Belouizdad     |

### Grupo C
| Pos. | Equipo           | Pts. | PJ | G | E | P | GF | GC | Dif. | Clasificación    |     | WYD | KAZ | HOR | PDL |
| ---- | ---------------- | ---- | -- | - | - | - | -- | -- | ---- | ---------------- | --- | --- | --- | --- | --- |
| 1    | Wydad Casablanca | 13   | 6  | 4 | 1 | 1 | 9  | 1  | +8   | Cuartos de final |     | —   | 4–0 | 2–0 | 2–0 |
| 2    | Kaizer Chiefs    | 9    | 6  | 2 | 3 | 1 | 5  | 6  | −1   | Cuartos de final |     | 1–0 | —   | 0–0 | 2–0 |
| 3    | Horoya           | 9    | 6  | 2 | 3 | 1 | 5  | 4  | +1   |                  |     | 0–0 | 2–2 | —   | 2–0 |
| 4    | Petro de Luanda  | 1    | 6  | 0 | 1 | 5 | 0  | 8  | −8   |                  | 0–1 | 0–0 | 0–1 | —   |     |

 Fuente: CAF
Notas:
1. 1 2  Goles de visitante en partidos directos: Kaizer Chiefs 2, Horoya 0.

| \| Fecha \| Estadio (Ciudad) \| Local \| Resultado \| Visitante \| \| --------------------------- \| ------------------------------------------------ \| ---------------- \| --------- \| ---------------- \| \| 13 de febrero de 2021 \| Xeral Lansana Conte (Conakri) \| Horoya \| 2 – 0 \| Petro de Luanda \| \| 28 de febrero de 2021[n. 2] \| Estadio del 4 de Agosto (Uagadugú, Burkina Faso) \| Wydad Casablanca \| 4 – 0 \| Kaizer Chiefs \| \| 23 de febrero de 2021 \| Estadio 11 de Noviembre (Luanda) \| Petro de Luanda \| 0 – 1 \| Wydad Casablanca \| \| 23 de febrero de 2021 \| Soccer City (Johannesburgo) \| Kaizer Chiefs \| 0 – 0 \| Horoya \| \| 6 de marzo de 2021 \| Soccer City (Johannesburgo) \| Kaizer Chiefs \| 2 – 0 \| Petro de Luanda \| \| 6 de marzo de 2021 \| Mohammed V (Casablanca) \| Wydad Casablanca \| 2 – 0 \| Horoya \| \| 16 de marzo de 2021 \| Estadio 11 de Noviembre (Luanda) \| Petro de Luanda \| 0 – 0 \| Kaizer Chiefs \| \| 16 de marzo de 2021 \| Xeral Lansana Conte (Conakri) \| Horoya \| 0 – 0 \| Wydad Casablanca \| \| 3 de abril de 2021 \| Estadio 11 de Noviembre (Luanda) \| Petro de Luanda \| 0 – 1 \| Horoya \| \| 3 de abril de 2021 \| Soccer City (Johannesburgo) \| Kaizer Chiefs \| 1 – 0 \| Wydad Casablanca \| \| 10 de abril de 2021 \| Mohammed V (Casablanca) \| Wydad Casablanca \| 2 – 0 \| Petro de Luanda \| \| 10 de abril de 2021 \| Xeral Lansana Conte (Conakri) \| Horoya \| 2 – 2 \| Kaizer Chiefs \| |                                                  |                  |           |                  |
| Fecha | Estadio (Ciudad)                                 | Local            | Resultado | Visitante        |
| 13 de febrero de 2021 | Xeral Lansana Conte (Conakri)                    | Horoya           | 2 – 0     | Petro de Luanda  |
| 28 de febrero de 2021 | Estadio del 4 de Agosto (Uagadugú, Burkina Faso) | Wydad Casablanca | 4 – 0     | Kaizer Chiefs    |
| 23 de febrero de 2021 | Estadio 11 de Noviembre (Luanda)                 | Petro de Luanda  | 0 – 1     | Wydad Casablanca |
| 23 de febrero de 2021 | Soccer City (Johannesburgo)                      | Kaizer Chiefs    | 0 – 0     | Horoya           |
| 6 de marzo de 2021 | Soccer City (Johannesburgo)                      | Kaizer Chiefs    | 2 – 0     | Petro de Luanda  |
| 6 de marzo de 2021 | Mohammed V (Casablanca)                          | Wydad Casablanca | 2 – 0     | Horoya           |
| 16 de marzo de 2021 | Estadio 11 de Noviembre (Luanda)                 | Petro de Luanda  | 0 – 0     | Kaizer Chiefs    |
| 16 de marzo de 2021 | Xeral Lansana Conte (Conakri)                    | Horoya           | 0 – 0     | Wydad Casablanca |
| 3 de abril de 2021 | Estadio 11 de Noviembre (Luanda)                 | Petro de Luanda  | 0 – 1     | Horoya           |
| 3 de abril de 2021 | Soccer City (Johannesburgo)                      | Kaizer Chiefs    | 1 – 0     | Wydad Casablanca |
| 10 de abril de 2021 | Mohammed V (Casablanca)                          | Wydad Casablanca | 2 – 0     | Petro de Luanda  |
| 10 de abril de 2021 | Xeral Lansana Conte (Conakri)                    | Horoya           | 2 – 2     | Kaizer Chiefs    |

### Grupo D
| Pos. | Equipo             | Pts. | PJ | G | E | P | GF | GC | Dif. | Clasificación    |     | ESP | MCA | ZMK | TEN |
| ---- | ------------------ | ---- | -- | - | - | - | -- | -- | ---- | ---------------- | --- | --- | --- | --- | --- |
| 1    | Espérance de Tunis | 11   | 6  | 3 | 2 | 1 | 9  | 6  | +3   | Cuartos de final |     | —   | 1–1 | 3–1 | 2–1 |
| 2    | MC Alger           | 9    | 6  | 2 | 3 | 1 | 4  | 4  | 0    | Cuartos de final |     | 1–1 | —   | 0–2 | 1–0 |
| 3    | Zamalek            | 8    | 6  | 2 | 2 | 2 | 7  | 5  | +2   |                  |     | 0–1 | 0–0 | —   | 4–1 |
| 4    | Teungueth          | 4    | 6  | 1 | 1 | 4 | 4  | 9  | −5   |                  | 2–1 | 0–1 | 0–0 | —   |     |

 Fuente: CAF
| \| Fecha \| Estadio (Ciudad) \| Local \| Resultado \| Visitante \| \| --------------------- \| ---------------------------------- \| ------------------ \| --------- \| ------------------ \| \| 12 de febrero de 2021 \| Internacional (El Cairo) \| Zamalek \| 0 – 0 \| MC Alger \| \| 13 de febrero de 2021 \| Olímpico (Radès) \| Espérance de Tunis \| 2 – 1 \| Teungueth \| \| 23 de febrero de 2021 \| Estadio 5 de julio de 1962 (Argel) \| MC Alger \| 1 – 1 \| Espérance de Tunis \| \| 23 de febrero de 2021 \| Stade Lat-Dior (Thiès) \| Teungueth \| 0 – 0 \| Zamalek \| \| 6 de marzo de 2021 \| Stade Lat-Dior (Thiès) \| Teungueth \| 0 – 1 \| MC Alger \| \| 6 de marzo de 2021 \| Olímpico (Radès) \| Espérance de Tunis \| 3 – 1 \| Zamalek \| \| 16 de marzo de 2021 \| Estadio 5 de julio de 1962 (Argel) \| MC Alger \| 1 – 0 \| Teungueth \| \| 16 de marzo de 2021 \| Internacional (El Cairo) \| Zamalek \| 0 – 1 \| Espérance de Tunis \| \| 3 de abril de 2021 \| Estadio 5 de julio de 1962 (Argel) \| MC Alger \| 0 – 2 \| Zamalek \| \| 3 de abril de 2021 \| Stade Lat-Dior (Thiès) \| Teungueth \| 2 – 1 \| Espérance de Tunis \| \| 10 de abril de 2021 \| Olímpico (Radès) \| Espérance de Tunis \| 1 – 1 \| MC Alger \| \| 10 de abril de 2021 \| Internacional (El Cairo) \| Zamalek \| 4 – 1 \| Teungueth \| |                                    |                    |           |                    |
| Fecha | Estadio (Ciudad)                   | Local              | Resultado | Visitante          |
| 12 de febrero de 2021 | Internacional (El Cairo)           | Zamalek            | 0 – 0     | MC Alger           |
| 13 de febrero de 2021 | Olímpico (Radès)                   | Espérance de Tunis | 2 – 1     | Teungueth          |
| 23 de febrero de 2021 | Estadio 5 de julio de 1962 (Argel) | MC Alger           | 1 – 1     | Espérance de Tunis |
| 23 de febrero de 2021 | Stade Lat-Dior (Thiès)             | Teungueth          | 0 – 0     | Zamalek            |
| 6 de marzo de 2021 | Stade Lat-Dior (Thiès)             | Teungueth          | 0 – 1     | MC Alger           |
| 6 de marzo de 2021 | Olímpico (Radès)                   | Espérance de Tunis | 3 – 1     | Zamalek            |
| 16 de marzo de 2021 | Estadio 5 de julio de 1962 (Argel) | MC Alger           | 1 – 0     | Teungueth          |
| 16 de marzo de 2021 | Internacional (El Cairo)           | Zamalek            | 0 – 1     | Espérance de Tunis |
| 3 de abril de 2021 | Estadio 5 de julio de 1962 (Argel) | MC Alger           | 0 – 2     | Zamalek            |
| 3 de abril de 2021 | Stade Lat-Dior (Thiès)             | Teungueth          | 2 – 1     | Espérance de Tunis |
| 10 de abril de 2021 | Olímpico (Radès)                   | Espérance de Tunis | 1 – 1     | MC Alger           |
| 10 de abril de 2021 | Internacional (El Cairo)           | Zamalek            | 4 – 1     | Teungueth          |

## Fase final

### Equipos clasificados
| Grupo | Primeros           | Segundos      |
| ----- | ------------------ | ------------- |
| A     | Simba              | Al-Ahly       |
| B     | Mamelodi Sundowns  | CR Belouizdad |
| C     | Wydad Casablanca   | Kaizer Chiefs |
| D     | Espérance de Tunis | MC Alger      |

### Cuadro de desarrollo
Los 8 equipos clasificados fueron divididos en 4 enfrentamientos a eliminación directa a partidos de ida y vuelta. Se tomó el criterio de la regla del gol de visitante en caso de igualar en el marcador global, de persistir el empate se jugó directamente una tanda de penales, en consecuencia en ninguna instancia hubo tiempo extra.
El sorteo de la fase final (cuartos de final y semifinales) se llevó a cabo el 30 de abril de 2021.
|  | Cuartos de final        | Cuartos de final        | Cuartos de final   | Cuartos de final   | Cuartos de final |   |               | Semifinales      | Semifinales      | Semifinales      | Semifinales      | Semifinales      |  |               | Final         | Final       | Final       |  |
|  | 14 al 22 de mayo        | 14 al 22 de mayo        | 14 al 22 de mayo   | 14 al 22 de mayo   | 14 al 22 de mayo |   |               | 19 y 26 de junio | 19 y 26 de junio | 19 y 26 de junio | 19 y 26 de junio | 19 y 26 de junio |  |               | 17 de julio   | 17 de julio | 17 de julio |  |
|  |                         |                         |                    |                    |                  |   |               |                  |                  |                  |                  |                  |  |               |               |             |             |  |
|  |                         |                         |                    |                    |                  |   |               |                  |                  |                  |                  |                  |  |               |               |             |             |  |
|  | Simba                   | Simba                   | 0                  | 3                  | 3                |   |               |                  |                  |                  |                  |                  |  |               |               |             |             |  |
|  | Simba                   | Simba                   | 0                  | 3                  | 3                |   |               |                  |                  |                  |                  |                  |  |               |               |             |             |  |
|  | Kaizer Chiefs           | Kaizer Chiefs           | 4                  | 0                  | 4                |   |               |                  |                  |                  |                  |                  |  |               |               |             |             |  |
|  | Kaizer Chiefs           | Kaizer Chiefs           | 4                  | 0                  | 4                |   | Kaizer Chiefs | Kaizer Chiefs    | 1                | 0                | 1                |                  |  |               |               |             |             |  |
|  |                         |                         |                    |                    |                  |   | Kaizer Chiefs | Kaizer Chiefs    | 1                | 0                | 1                |                  |  |               |               |             |             |  |
|  |                         |                         | Wydad Casablanca   | Wydad Casablanca   | 0                | 0 | 0             |                  |                  |                  |                  |                  |  |               |               |             |             |  |
|  | Wydad Casablanca        | Wydad Casablanca        | Wydad Casablanca   | Wydad Casablanca   | 0                | 0 | 0             | 1                | 1                | 2                |                  |                  |  |               |               |             |             |  |
|  | Wydad Casablanca        | Wydad Casablanca        |                    |                    |                  |   |               |                  |                  | 2                |                  |                  |  |               |               |             |             |  |
|  | MC Alger                | MC Alger                | 1                  | 0                  | 1                |   |               |                  |                  |                  |                  |                  |  |               |               |             |             |  |
|  | MC Alger                | MC Alger                | 1                  | 0                  | 1                |   |               |                  |                  |                  |                  |                  |  | Kaizer Chiefs | Kaizer Chiefs | 0           |             |  |
|  |                         |                         |                    |                    |                  |   |               |                  |                  |                  |                  |                  |  | Kaizer Chiefs | Kaizer Chiefs | 0           |             |  |
|  |                         |                         | Al-Ahly            | Al-Ahly            | 3                |   |               |                  |                  |                  |                  |                  |  |               |               |             |             |  |
|  | Mamelodi Sundowns       | Mamelodi Sundowns       | Al-Ahly            | Al-Ahly            | 3                | 0 | 1             | 1                |                  |                  |                  |                  |  |               |               |             |             |  |
|  | Mamelodi Sundowns       | Mamelodi Sundowns       |                    |                    |                  |   |               |                  |                  |                  |                  |                  |  |               |               |             |             |  |
|  | Al-Ahly                 | Al-Ahly                 | 2                  | 1                  | 3                |   |               |                  |                  |                  |                  |                  |  |               |               |             |             |  |
|  | Al-Ahly                 | Al-Ahly                 | 2                  | 1                  | 3                |   | Al-Ahly       | Al-Ahly          | 1                | 3                | 4                |                  |  |               |               |             |             |  |
|  |                         |                         |                    |                    |                  |   | Al-Ahly       | Al-Ahly          | 1                | 3                | 4                |                  |  |               |               |             |             |  |
|  |                         |                         | Espérance de Tunis | Espérance de Tunis | 0                | 0 | 0             |                  |                  |                  |                  |                  |  |               |               |             |             |  |
|  | Espérance de Tunis (p.) | Espérance de Tunis (p.) | Espérance de Tunis | Espérance de Tunis | 0                | 0 | 0             | 0                | 2                | 2 (3)            |                  |                  |  |               |               |             |             |  |
|  | Espérance de Tunis (p.) | Espérance de Tunis (p.) |                    |                    |                  |   |               |                  |                  | 2 (3)            |                  |                  |  |               |               |             |             |  |
|  | CR Belouizdad           | CR Belouizdad           | 2                  | 0                  | 2 (2)            |   |               |                  |                  |                  |                  |                  |  |               |               |             |             |  |
|  | CR Belouizdad           | CR Belouizdad           | 2                  | 0                  | 2 (2)            |   |               |                  |                  |                  |                  |                  |  |               |               |             |             |  |
|  |                         |                         |                    |                    |                  |   |               |                  |                  |                  |                  |                  |  |               |               |             |             |  |

### Cuartos de final
Al-Ahly – Mamelodi Sundowns
| Ida; 15 de mayo de 2021 | Al-Ahly                  | 2:0 (1:0) | Mamelodi Sundowns | Estadio Al-Salam, El Cairo   |                              |
| 21:00 (UTC+2)           | Mohamed 23' · Mohsen 89' | Reporte   |                   | Árbitro(s): Maguette N'Diaye | Árbitro(s): Maguette N'Diaye |

| Vuelta; 22 de mayo de 2021 | Mamelodi Sundowns | 1:1 (1:1) (Global 1:3) | Al-Ahly     | Estadio Lucas Moripe, Pretoria |                           |
| 15:00 (UTC+2)              | Lebusa 30'        | Reporte                | Ibrahim 11' | Árbitro(s): Janny Sikazwe      | Árbitro(s): Janny Sikazwe |

- Al-Ahly clasifica a semifinales con un resultado global de 3–1.

MC Alger – Wydad Casablanca
| Ida; 14 de mayo de 2021 | MC Alger   | 1:1 (0:0) | Wydad Casablanca   | Estadio 5 de julio de 1962, Argel |                            |
| 20:00 (UTC+1)           | Rebiaï 83' | Reporte   | Jabrane 66' (pen.) | Árbitro(s): Bamlak Tessema        | Árbitro(s): Bamlak Tessema |

| Vuelta; 22 de mayo de 2021 | Wydad Casablanca | 1:0 (0:0) (Global 2:1) | MC Alger | Estadio Mohammed V, Casablanca |                          |
| 17:00 (UTC+1)              | El Karti 90+2'   | Reporte                |          | Árbitro(s): Joshua Bondo       | Árbitro(s): Joshua Bondo |

- Wydad Casablanca clasifica a semifinales con un resultado global de 2–1.

CR Belouizdad – Espérance de Tunis
| Ida; 15 de mayo de 2021 | CR Belouizdad           | 2:0 (1:0) | Espérance de Tunis | Estadio 5 de julio de 1962, Argel |                          |
| 17:00 (UTC+1)           | Draoui 35' · Sayoud 82' | Reporte   |                    | Árbitro(s): Ndala Ngambo          | Árbitro(s): Ndala Ngambo |

| Vuelta; 22 de mayo de 2021 | Espérance de Tunis                        | 2:0 (0:0) (3:2 p.)(Global 2:2) | CR Belouizdad                               | Estadio Olímpico, Radès    |                            |
| 17:00 (UTC+1)              | Benguit 68' · Ben Romdhane 87'            | Reporte                        |                                             | Árbitro(s): Bakary Gassama | Árbitro(s): Bakary Gassama |
|                            |                                           | Tiros desde el punto penal     |                                             |                            |                            |
|                            | Ben Romdhane · Badri · Chaalali · Benguit |                                | Sayoud · Gasmi · Draoui · Djerrar · Nessakh |                            |                            |

- Espérance de Tunis clasifica a semifinales tras ganar en los tiros desde el punto penal por 3–2 luego de empatar en el resultado global 2–2.

Kaizer Chiefs – Simba
| Ida; 15 de mayo de 2021 | Kaizer Chiefs                               | 4:0 (2:0) | Simba | Estadio FNB, Johannesburgo |                         |
| 18:00 (UTC+2)           | Mathoho 6' · Nurković 34', 57' · Castro 63' | Reporte   |       | Árbitro(s): Sidi Alioum    | Árbitro(s): Sidi Alioum |

| Vuelta; 22 de mayo de 2021 | Simba                      | 3:0 (1:0) (Global 3:4) | Kaizer Chiefs | Estadio Nacional, Dar es-Salam        |                                       |
| 16:00 (UTC+3)              | Bocco 24', 56' · Chama 86' | Reporte                |               | Árbitro(s): Pacifique Ndabihawenimana | Árbitro(s): Pacifique Ndabihawenimana |

- Kaizer Chiefs clasifica a semifinales con un resultado global de 4–3.

### Semifinales
Wydad Casablanca – Kaizer Chiefs
| Ida; 19 de junio de 2021 | Wydad Casablanca | 0:1 (0:1) | Kaizer Chiefs | Estadio Mohammed V, Casablanca |                              |
| 20:00 (UTC+1)            |                  | Reporte   | Nurković 34'  | Árbitro(s): Maguette N'Diaye   | Árbitro(s): Maguette N'Diaye |

| Vuelta; 26 de junio de 2021 | Kaizer Chiefs | 0:0 (Global 1:0) | Wydad Casablanca | Estadio FNB, Johannesburgo |                          |
| 18:00 (UTC+2)               |               | Reporte          |                  | Árbitro(s): Ndala Ngambo   | Árbitro(s): Ndala Ngambo |

- Kaizer Chiefs clasifica a la final con un resultado global de 1–0.

Espérance de Tunis – Al-Ahly
| Ida; 19 de junio de 2021 | Espérance de Tunis | 0:1 (0:0) | Al-Ahly    | Estadio Olímpico, Radès                                |                                                        |
| 18:00 (UTC+1)            |                    | Reporte   | Sherif 67' | Asistencia: 5000 espectadores Árbitro(s): Victor Gomes | Asistencia: 5000 espectadores Árbitro(s): Victor Gomes |

| Vuelta; 26 de junio de 2021 | Al-Ahly                                         | 3:0 (1:0) (Global 4:0) | Espérance de Tunis | Estadio Al-Salam, El Cairo |                         |
| 21:00 (UTC+2)               | Maâloul 38' (pen.) · Sherif 56' · El Shahat 60' | Reporte                |                    | Árbitro(s): Sidi Alioum    | Árbitro(s): Sidi Alioum |

- Al-Ahly clasifica a la final con un resultado global de 4–0.

### Final
| 17 de julio de 2021 | Kaizer Chiefs | 0:3 (0:0) | Al-Ahly                               | Estadio Mohammed V, Casablanca        |                                       |
| 20:00 (UTC+1)       |               | Reporte   | Sherif 53' · Magdy 64' · El Solia 74' | Árbitro(s): Pacifique Ndabihawenimana | Árbitro(s): Pacifique Ndabihawenimana |

#### Ficha del partido
| 1          | POR        | Daniel Akpeyi        |       |
| 2          | DEF        | Ramahlwe Mphahlele   |       |
| 3          | DEF        | Eric Mathoho         |       |
| 4          | DEF        | Daniel Cardoso       |       |
| 23         | MED        | Reeve Frosler        |       |
| 19         | MED        | Happy Mashiane       |       |
| 12         | MED        | Njabulo Blom         | 59'   |
| 14         | MED        | Willard Katsande     | 76'   |
| 15         | DEL        | Nkosingiphile Ngcobo | 46'   |
| 25         | DEL        | Bernard Parker       |       |
| 9          | DEL        | Samir Nurković       | 90+2' |
| Entrenador | Entrenador | Stuart Baxter        |       |

| 1          | POR        | Mohamed El-Shenawy |     |
| 12         | DEF        | Ayman Ashraf       | 46' |
| 21         | DEF        | Ali Maâloul        |     |
| 13         | DEF        | Badr Banoun        | 90' |
| 17         | DEF        | Amr El Solia       |     |
| 19         | MED        | Mohamed Magdy      | 90' |
| 14         | MED        | Hussein El Shahat  |     |
| 10         | MED        | Mohamed Sherif     | 90' |
| 8          | DEL        | Hamdy Fathy        |     |
| 25         | DEL        | Akram Tawfik       |     |
| 27         | DEL        | Taher Mohamed      | 67' |
| Entrenador | Entrenador | Pitso Mosimane     |     |

| 11 | MED | Khama Billiat    | 46'   |
| 5  | MED | Teddy Akumu      | 59'   |
| 22 | DEF | Philani Zulu     | 76'   |
| 7  | DEL | Lazarous Kambole | 90+2' |

| 6  | DEF | Yasser Ibrahim  | 46' |
| 15 | MED | Aliou Dieng     | 67' |
| 28 | MED | Junior Ajayi    | 90' |
| 7  | DEL | Mahmoud Kahraba | 90' |
| 18 | DEL | Salah Mohsen    | 90' |

| Anotado | 53' | Mohamed Sherif | 0–1 |
| Anotado | 64' | Mohamed Magdy  | 0–2 |
| Anotado | 74' | Amr El Solia   | 0–3 |

| Amonestado | 9' | Bernard Parker |

| Amonestado | 21'   | Ayman Ashraf      |
| Amonestado | 50'   | Taher Mohamed     |
| Amonestado | 80'   | Badr Banoun       |
| Amonestado | 86'   | Aliou Dieng       |
| Amonestado | 90+2' | Hussein El Shahat |

| Expulsado | 45+4' | Happy Mashiane |

| Árbitro             | Pacifique Ndabihawenimana |
| Árbitros asistentes | Elvis Nguegoue            |
| Árbitros asistentes | Dick Okello               |
| Cuarto árbitro      | Eirc Otogo-Castane        |
| VAR                 | Rédouane Jiyed            |
| Asistentes VAR      | Zakaria Brinsi            |
| Asistentes VAR      | Bouchra Karboubi          |

| 1          | POR        | Daniel Akpeyi        |       |
| 2          | DEF        | Ramahlwe Mphahlele   |       |
| 3          | DEF        | Eric Mathoho         |       |
| 4          | DEF        | Daniel Cardoso       |       |
| 23         | MED        | Reeve Frosler        |       |
| 19         | MED        | Happy Mashiane       |       |
| 12         | MED        | Njabulo Blom         | 59'   |
| 14         | MED        | Willard Katsande     | 76'   |
| 15         | DEL        | Nkosingiphile Ngcobo | 46'   |
| 25         | DEL        | Bernard Parker       |       |
| 9          | DEL        | Samir Nurković       | 90+2' |
| Entrenador | Entrenador | Stuart Baxter        |       |

| 1          | POR        | Mohamed El-Shenawy |     |
| 12         | DEF        | Ayman Ashraf       | 46' |
| 21         | DEF        | Ali Maâloul        |     |
| 13         | DEF        | Badr Banoun        | 90' |
| 17         | DEF        | Amr El Solia       |     |
| 19         | MED        | Mohamed Magdy      | 90' |
| 14         | MED        | Hussein El Shahat  |     |
| 10         | MED        | Mohamed Sherif     | 90' |
| 8          | DEL        | Hamdy Fathy        |     |
| 25         | DEL        | Akram Tawfik       |     |
| 27         | DEL        | Taher Mohamed      | 67' |
| Entrenador | Entrenador | Pitso Mosimane     |     |

| 11 | MED | Khama Billiat    | 46'   |
| 5  | MED | Teddy Akumu      | 59'   |
| 22 | DEF | Philani Zulu     | 76'   |
| 7  | DEL | Lazarous Kambole | 90+2' |

| 6  | DEF | Yasser Ibrahim  | 46' |
| 15 | MED | Aliou Dieng     | 67' |
| 28 | MED | Junior Ajayi    | 90' |
| 7  | DEL | Mahmoud Kahraba | 90' |
| 18 | DEL | Salah Mohsen    | 90' |

| Anotado | 53' | Mohamed Sherif | 0–1 |
| Anotado | 64' | Mohamed Magdy  | 0–2 |
| Anotado | 74' | Amr El Solia   | 0–3 |

| Amonestado | 9' | Bernard Parker |

| Amonestado | 21'   | Ayman Ashraf      |
| Amonestado | 50'   | Taher Mohamed     |
| Amonestado | 80'   | Badr Banoun       |
| Amonestado | 86'   | Aliou Dieng       |
| Amonestado | 90+2' | Hussein El Shahat |

| Expulsado | 45+4' | Happy Mashiane |

| Árbitro             | Pacifique Ndabihawenimana |
| Árbitros asistentes | Elvis Nguegoue            |
| Árbitros asistentes | Dick Okello               |
| Cuarto árbitro      | Eirc Otogo-Castane        |
| VAR                 | Rédouane Jiyed            |
| Asistentes VAR      | Zakaria Brinsi            |
| Asistentes VAR      | Bouchra Karboubi          |

|                             |
| Bandera de Egipto           |
| Campeón Al-Ahly 10.º título |